# みらい少女シェリーココ
『みらい少女シェリーココ』（みらいしょうじょシェリーココ）は、ネット配信による日本のドラマ。株式会社インターソースの運営するショートムービー配信ウェブサイトの「ウェブラマ」において、2003年12月から2004年2月にかけて配信された。全8話。

## 概要
魔女っ子や東映不思議コメディーシリーズを髣髴とさせる雰囲気の作品で、主演の桑原彩美（現・藍川りの）と阿部千明によれば、「カメラアングルが恋愛シミュレーションゲームのような感覚で、可愛い女の子と会話できる感覚を楽しめる作品」という。
映像ソフト化については、2006年にDVD全4巻と全話を収録したDVD-BOXが発売された後、ペイ・パー・ビュー方式で6話までを視聴可能なDVDソフトが2008年に発売された。ともに通信販売のみであり、公式ブログによれば、店舗や書店での販売予定はないとされている。販売状況は芳しくなく、藍川が当時の事務所で処分に困っていたDVDを2009年10月に引き取った時点で段ボール4箱分の在庫があり、翌2010年7月になってもまだ4箱が残っていたという。2012年現在、通信販売やダウンロード販売のほか、藍川個人から直接購入することもできる（2012年5月時点）。

## あらすじ
冴えない大学生の守の前にある日、謎の少女・シェリーココが現れた。彼女は守の孫であり、守の結婚相手を探すために未来からやって来たという。しかし当の守は、恋愛にはまったく興味がない。守の運命の人を見つけるべく、ココは未来のアイテムを駆使して奮闘する。

## 登場人物
シェリーココ
未来の守の孫を名乗る不思議な少女。現代での半年間の滞在期間の間に、守の運命の人を見つけるべく奮闘する。現代社会とは感覚がずれており、しばしば奇妙な行動をとる。
田中 守（たなか まもる）
主人公。東京都内のマンションで、奇妙な住人たちに囲まれつつ1人暮らしをしている大学生。女性には一応興味を示し、何かと女性に接する生活を送っていながら、現実の恋愛や結婚にはまったく興味を示さず、ネットアイドルや2次元の趣味に心を奪われている。
春日 はるな（かすが はるな）
本作のヒロイン。守のマンションの隣室に住む女性で、喫茶店でウェイトレスのアルバイトをしている。守が密かに憧れており、はるな自身は男性が苦手なものの、守を少し気にしている。
鈴木 一郎（すずき いちろう）
守と同じマンションに住むおたく青年。大学も同じだが、8年も留年している。守の部屋に勝手に入り浸り、食事にありついている。
大河内 雪乃（おおこうち ゆきの）
財閥のお嬢様。偶然出会った守になぜか一目惚れし、彼を運命の相手と決め込み、同じマンションに住み着いている。お嬢様育ちのために少々変わった感覚を持つ。
田中 ハル（たなか ハル）
守の住むマンションの管理人。守の叔母でもあり、彼の両親の依頼で、食事をはじめ何かと守の世話を焼く。
真野 こころ（まの こころ）
守がアルバイトで家庭教師を務めている先の教え子で、女子中学生。性に対して興味津々で、大胆な仕草で守を誘惑する。
キサラギ キリ
守が夢中になっているネットアイドル。名前以外のプロフィールは一切不明で、誰も本人に会ったことがないといわれる謎の存在。
青葉 芹夏（あおば せりか）
守を「お兄ちゃん」と呼んで慕う女子中学生。サッカーに夢中でワールドカップ出場を夢見ているが、学業との両立で悩んでいる。
秋山 柚子（あきやま ゆずこ）
はるなと同じ職場でアルバイトしているコスプレ好きの女子高校生。守の優しさに触れたことがきっかけで、守に熱烈にアタックし始める。
立原 冬実（たちはら ふゆみ）
守の住むマンションの向いに住む婦人警官。スポーツ万能、スタイル抜群の美女。

## 出演
- シェリーココ：桑原彩美（現・藍川りの）
- 田中守：高橋雄祐
- 春日はるな：阿部千明
- 鈴木一郎：松本渉
- 大河内雪乃：山本理恵
- 田中ハル：三坂知絵子
- 真野こころ：桜井美侑
- キサラギキリ：森永理科
- 青葉芹夏：安齊舞
- 秋山柚子：水原鈴花（現・浦えりか）
- 立原冬実：朝丘紗智
- 風見りえ：かがわりえ

## スタッフ
- プロデューサー：かがわりえ
- 脚本：大久保智巳
- 撮影・照明：美佐田幸治、彦素俊洋、池田将人
- 助監督：一ノ瀬健次郎、青柳陽彦、城内たかひで
- 制作：武川公美
- 衣装制作：鈴木綾乃
- 特殊造型：野本秀樹
- ヘアメイク：伊藤夕起子
- 編集・MA：池田将人
- CG：河村一郎
- 撮影協力：One’s World
- タイトル：吉田創
- 監督：畑澤和也
- 企画制作：ピースモア
- 配給: YUTO_Inc.